# 4264 Карлжозефіне
4264 Карлжозефіне (4264 Karljosephine) — астероїд головного поясу, відкритий 2 жовтня 1989 року.
Тіссеранів параметр щодо Юпітера — 3,456.